# Wyatt Sanford
Wyatt Sanford (* 3. November 1998 in Montreal) ist ein kanadischer Boxer im Halbweltergewicht.

## Boxkarriere
Sanford begann im Alter von zehn Jahren mit dem Boxsport und wurde 2012, 2013 und 2014 Kanadischer Juniorenmeister, sowie 2015 Kanadischer Jugendmeister. Seinen ersten nationalen Meistertitel bei den Erwachsenen (Elite) gewann er 2018 im Halbweltergewicht.
Bei der Weltmeisterschaft 2019 in Jekaterinburg verlor er nach zwei Siegen erst im Achtelfinale knapp mit 2:3 gegen den späteren Weltmeister Andrei Samkowoi.
Aufgrund seiner kontinentalen Ranglistenplatzierung erhielt er einen Startplatz bei den 2021 in Tokio ausgetragenen Olympischen Spielen 2020. Dort schied er in der Vorrunde gegen Merven Clair aus.
Bei der Panamerikameisterschaft 2022 in Guayaquil und den Commonwealth Games 2022 in Birmingham gewann er jeweils eine Bronzemedaille im Halbweltergewicht. Bei der Panamerikameisterschaft 2023 in Cali gewann er Silber.
2023 gewann er die Panamerikanischen Spiele in Santiago de Chile. Bei den Olympischen Sommerspielen 2024 in Paris schied er im Halbfinale gegen Sofiane Oumiha mit einer Bronzemedaille aus. Er gewann damit als erster kanadischer Boxer seit 28 Jahren eine olympische Medaille, nachdem David Defiagbon 1996 Silber im Schwergewicht gewonnen hatte.